# El Codolar
El Codolar, també coneguda com la Cala del Contraban, és una platja situada al nucli urbà de l'Escala (Alt Empordà), al passeig Lluís Albert, a la que s'hi accedeix per unes escales. Té 75 metres de longitud i una amplada de 10 metres, formada per còdols.